# Nackt im Wind
Nackt im Wind ist der Name eines 1985 von Herbert Grönemeyer und Wolfgang Niedecken geschriebenen Liedes, das als Vinyl-Single erschien. Es entstand für das Projekt Band für Afrika, das nach dem Vorbild des Band-Aid-Projektes um Bob Geldof (1984) ein vergleichbares deutsches Benefiz-Musikprojekt verwirklichte, um Geld für die Opfer der Hungersnot in Äthiopien 1984–1985 zu sammeln.

## Hintergrund
Um zu vermeiden, dass zu viel des eingenommenen Geldes durch die GEMA an einzelne Künstler gezahlt werden müsse (wodurch die für Spenden zur Verfügung stehende Summe gesunken wäre), kam der Song mit seinen Autoren unter dem Namen „Band für Afrika“ heraus. Tatsächlich hatten jedoch Herbert Grönemeyer (Musik) und Wolfgang Niedecken (Text) das Lied konzipiert. Niedecken hatte den Text ursprünglich für BAP geschrieben, als die Anfrage kam, ob er sich an dem Projekt beteiligen wolle. Er fand den Text passend und bot ihn bei einem Treffen in Frankfurt am Main an. Grönemeyer schrieb dann die Musik dazu.
Niedecken äußerte sich später kritisch zu seinem Text:

„Ich denke, dass man die eine oder andere Zeile überarbeiten müsste. Damals war der Text sehr stark festgemacht an den Sünden unserer Ahnen. Man kann aber auch nicht alles auf die Kolonialzeit zurückführen, was an Problemen vorhanden ist. Das ist der Kardinalfehler dieses Textes. Wenn ich ihn heute noch mal neu schreiben würde, würde ich wahrscheinlich ganz anders herangehen!“

An den Aufnahmen beteiligten sich Künstler, die zu dieser Zeit eine besondere Popularität in Deutschland genossen. Hierzu zählten Alphaville, BAP, Ina Deter, Extrabreit, Geier Sturzflug, Herbert Grönemeyer, Gitte Haenning, Hans Hartz, Heinz Rudolf Kunze, George Kranz, Klaus Lage, Udo Lindenberg, Wolf Maahn, Peter Maffay, Ulla Meinecke, Marius Müller-Westernhagen, Münchener Freiheit, Nena, Rheingold, Rodgau Monotones, Spider Murphy Gang, Spliff, Trio und Juliane Werding.
Um dem Zweck der Platte zu dienen, verzichteten alle Beteiligten auf ihre Gagen und Tantiemen. Die Initiatoren gingen sogar noch einen Schritt weiter, indem sie durch einen besonderen Aufdruck auf der Schallplattenhülle auch den Handel in die Pflicht nahmen:

„Die Künstler legen Wert auf die Feststellung, daß wirklich niemand außer den Spendenempfängern an dieser Schallplatte profitiert. Komponist, Texter, Musiker, Produzent, Schallplattenfirma und Verlag verzichten auf jeglichen Verdienst und führen mindestens 2,00 DM pro Single (plus nachträglich anfallende GEMA-Lizenzen) als Spende auf die o.a. Konten ab. Der Schallplattenhandel wird gebeten, diesem Beispiel zu folgen.“

## Kommerzieller Erfolg
Nackt im Wind wurde am 21. Januar 1985 als Single und Maxi-Single veröffentlicht, die jeweils die gesungene und eine Instrumentalversion des Liedes enthielten, und erreichte Chartplatzierungen in Österreich (Platz 18), der Schweiz (Platz 21) und Deutschland (Platz 3).
Von der Single wurden knapp 150.000 Exemplare verkauft – es wurde also ein Spendenerlös von rund 300.000 D-Mark erreicht.

## Sonstiges
- Von der Single gibt es vier verschiedene Versionen unter der Nummer CBSA 6060 – und zwar jeweils sowohl als reguläre 7"-Single und als 12"-Maxi-Single als auch mit zwei verschiedenen Covern, da auf dem ersten Cover nicht alle beteiligten Künstler benannt wurden. Auch werden auf dem ersten Cover 3 DM pro Single als Spendensumme benannt, auf dem zweiten sind es nur noch 2 DM.[3]
- 2006 wurde das Album Zwesche Salzjebäck un Bier der Gruppe BAP wiederveröffentlicht. Zu dieser CD-Ausgabe gehört eine Bonus-CD, die unter anderem die von Wolfgang Niedecken solo gespielte „Ur-Version“ von Nackt im Wind enthält, wie sie 1985 in Schladming aufgenommen wurde. Diese Version ist 2:35 Minuten lang. Die von Band für Afrika aufgenommene Version des Liedes ist als zweites Stück auf der CD enthalten.